# Prêmio Zülch
O Prêmio Zülch (em alemão:  Klaus-Joachim-Zülch-Preis) é um prêmio científico alemão concedido anualmente desde 1990 por conquistas de destaque em neurologia. É denominado em memória do neurocientista e diretor do Instituto Max Planck de Pesquisa do Cérebro Klaus-Joachim Zülch. É dotado com 50.000 euros (situação em 2010), gerenciado pela Gertrud-Reemtsma-Stiftung. A concessão é feita sob responsabilidade da Sociedade Max Planck.

## Recipientes
- 1990
  - Lars Olson
  - Anders Björklund
- 1991
  - Paul Kleihues
  - Georg Kreutzberg
- 1992
  - Otto Detlev Creutzfeldt
  - Bo K. Siesjö
- 1993
  - David Ingvar
  - Lindsay Symon
- 1994
  - Wolf-Dieter Heiss
  - Wolf Singer
- 1995
  - Konrad Beyreuther
  - Colin L. Masters
- 1996
  - Konstantin-Alexander Hossmann
  - Michael A. Moskowitz
- 1997
  - Stanley Prusiner
  - Charles Weissmann
- 1998
  - Konrad Sandhoff
  - Wilhelm Stoffel
- 1999
  - Thomas Jentsch
  - Hartmut Wekerle
- 2000
  - Alim-Louis Benabid
  - George Alvin Ojemann
- 2001
  - Gillian Patricia Bates
  - Jean-Louis Mandel
- 2002
  - Michael M. Merzenich
  - Martin Ernst Schwab
- 2003
  - Katsuhiko Mikoshiba
  - Fred Harrison Gage
- 2004
  - Richard R. S. Frackowiak
  - Nikos Logothetis
- 2005
  - Samuel F. Berkovic
  - Christian Erich Elger
- 2006
  - David Julius
  - Peter Jannetta
- 2007
  - Graeme Clark
  - John P. Donoghue
- 2008
  - Darell D. Bigner
  - David Neil Louis
- 2009
  - Daniel R. Weinberger
  - Florian Holsboer
- 2010
  - Alastair Compston
  - Hans Lassmann
- 2011
  - Thomas Gasser
  - Robert L. Nussbaum
- 2012
  - Ernst Bamberg, Instituto Max Planc de Biofísica de Frankfurt
  - Karl Deisseroth, Univ. Stanford
  - Peter Hegemann, Univ. Humboldt de Berlim
  - Georg Nagel, Univ. de Wurzburgo
- 2013
  - Wolfram Schultz, Univ. de Cambridge
  - Raymond J. Dolan, University College London
- 2014
  - Jeffrey Michael Friedman, Univ. Rockefeller
  - Stephen O'Rahilly, Univ. de Cambridge
- 2015
  - Winfried Denk, Instituto Max Planc de Neurobiologia
- 2016
  - Stefan Pfister, Deutsches Krebsforschungszentrum, Universitätsklinikum Heidelberg
  - Michael D. Taylor, Hospital for Sick Children de Toronto
- 2017
  - Steven Laureys, Univ. Lüttich
  - Giulio Tononi, Univ. de Wisconsin–Madison
- 2018
  - Jerome Posner, Univ. Cornell
  - Josep Dalmau, Univ. da Pensilvânia, Univ. de Barcelona
  - Angela Vincent, Univ. de Oxford